# Reddigau
Reddigau ist ein Ortsteil des Fleckens Diesdorf im Altmarkkreis Salzwedel in Sachsen-Anhalt.

## Geographie
Das Dorf Reddigau liegt vier Kilometer nordwestlich von Diesdorf in der Altmark. In der Nähe von Reddigau hat die Dumme, der Hauptzufluss der Salzwedeler Dumme, ein linker Nebenfluss der Jeetze, ihre Quelle. Das Landschaftsschutzgebiet Salzwedel-Diesdorf beginnt östlich des Dorfes.
Nachbarorte sind Neuekrug im Westen, Höddelsen im Norden, Schadeberg im Osten, sowie Schadewohl und Bergmoor im Südosten.
Nachbarort auf niedersächsischer Seite ist Lüben, ein Stadtteil von Wittingen.

## Geschichte

### Mittelalter bis Neuzeit
Reddigau war ursprünglich als Rundplatzdorf angelegt. Die erste urkundliche Erwähnung des Dorfes stammt aus dem Jahre 1226 als villam Ridegowe als Werner von Medingen (Werneruf de Medinge) das Dorf an das Kloster Diesdorf verkaufte. Weitere Nennungen sind 1231 villa Redegowe und 1242 Redegowe. Im Landbuch der Mark Brandenburg von 1375 wird das Dorf als Redigow aufgeführt, das dem Kloster Diesdorf gehört. Im Jahr 1585 heißt es Reddegaw, 1687 Reddigow und schließlich 1804 Reddigau, ein Dorf mit 7 Halbbauern und einer Windmühle.
Der Historiker Peter P. Rohrlach schreibt: „Die Behauptung einer Ersterwähung um 1161 von Hermes-Weigelt ist unzutreffend.“
Im Jahr 1745 gehörte das heutige Dorf Neuekrug zu Reddigau, der damalige Neue Krug ein Krug mit einer Windmühle. Im Jahr 1833 wird dort ein Vorwerk mit Mühle, in den Jahren 1871 und 1885 eine Kolonie Neuekrug genannt. In 1931 war die Kolonie Neuekrug dann ein Wohnplatz von Höddelsen.
Bei der Bodenreform im Jahre 1946 wurden in Reddigau 379,2 Hektar enteignet und auf 59 Siedler aufgeteilt. Im Jahr 1948 wurden als Ergebnis der Bodenreform 43 Erwerber erwähnt, davon 17 Neusiedler. Im Jahr 1955 wurde die erste Landwirtschaftliche Produktionsgenossenschaft vom Typ III, die LPG „Neues Leben“, in Neuekrug gegründet. Im Jahr 1986 wurden die LPG „Neues Leben“ mit Verwaltung in Neuekrug und ein „Offenstall Reddigau“ genannt.
Am 3. Oktober 1961 wurde eine Familie aus Reddigau in eine andere Gegend im Bezirk Magdeburg zwangsausgesiedelt. Das geschah auch in vielen Nachbardörfern im damaligen Grenzgebiet.
Von 1961 bis 1971 war die Grenzkompanie Reddigau ein Standort der Grenztruppen der DDR.

### Herkunft des Ortsnamens
Ausgehend von 1226 ridegoue, 1231 redegowe hält Wilhelm Zahn den Namen für slawisch. Dann könnte der erste Teil für einen Personennamen stehen wie „Radobyt, Reddebyt, Reddi“. Der Name hieße übersetzt „Redebytshaus“. Aleksander Brückner leitet den Namen vom altslawischen Wort „radь“ für „froh“ ab.
Wäre es ein deutscher Name, so könnte man ihn ableiten aus „ried“ und „gau, gan, gouwe“ für „Gegend, Land“. Ein Ried ist eine niedere Wiesenaue und eine mit Schilf und Sumpfgras bewachsene Gegend.

### Eingemeindungen
Ursprünglich gehörte das Dorf zum Salzwedelischen Kreis der Mark Brandenburg in der Altmark. Von 1807 bis 1813 lag es im Kanton Diesdorf auf dem Territorium des napoleonischen Königreichs Westphalen. Nach weiteren Änderungen kam die Gemeinde 1816 zum Kreis Salzwedel, dem späteren Landkreis Salzwedel.
Am 20. Juli 1950 schlossen sich die Gemeinden Reddigau und Höddelsen zu einer neuen Gemeinde Neuekrug zusammen.
Bis Ende 2009 war die Gemeinde Neuekrug mit ihren Ortsteilen Höddelsen, Neuekrug und Reddigau (mit den Ortslagen Reddigau-Ort und Reddigau-West) Mitgliedsgemeinde der Verwaltungsgemeinschaft Beetzendorf-Diesdorf. Die Eingemeindung der Gemeinde Neuekrug nach Diesdorf erfolgte am 1. Januar 2010.
So kam der Ortsteil Reddigau am 1. Januar 2010 als Ortsteil zu Diesdorf.

### Einwohnerentwicklung
| Jahr | Einwohner |
| ---- | --------- |
| 1734 | 41        |
| 1774 | 46        |
| 1789 | 44        |
| 1798 | 50        |
| 1801 | 51        |
| 1818 | 49        |

| Jahr | Einwohner |
| ---- | --------- |
| 1840 | 086       |
| 1864 | 142       |
| 1871 | 077       |
| 1885 | 115       |
| 1892 | [00]136   |
| 1895 | 150       |

| Jahr | Einwohner |
| ---- | --------- |
| 1900 | [00]157   |
| 1905 | 173       |
| 1910 | [00]207   |
| 1925 | 227       |
| 1939 | 205       |
| 1946 | 299       |

| Jahr | Einwohner |
| ---- | --------- |
| 2015 | [00]91    |
| 2018 | [00]85    |
| 2020 | [00]85    |
| 2021 | [00]77    |
| 2022 | [00]75    |
| 2023 | [0]73     |

Quelle, wenn nicht angegeben, bis 1946:

## Religion
Die evangelischen Christen aus Reddigau gehören zur Kirchengemeinde Diesdorf, die zur Pfarrei Diesdorf gehörte und die jetzt betreut wird vom Pfarrbereich Diesdorf im Kirchenkreis Salzwedel im Bischofssprengel Magdeburg der Evangelischen Kirche in Mitteldeutschland.

## Kultur und Sehenswürdigkeiten
- Der Friedhof Reddigau liegt südlich des nördlichen Teiles des Dorfes.[20]

## Sagen aus Reddigau
Friedrich Krüger berichtete 1841 über eine große Heide in der Feldmark Reddigau, Kriegerberg genannt. In der Nähe soll eine Schlacht stattgefunden haben, die gefallenen Krieger sollen dort unter mehreren Hügeln begraben worden sein. Südlich davon liegt der Wallring Damborg. Hier sollen zwei Mönchen gewohnt haben, die in der Kriegszeit nach Reddigau flüchteten. Zwei Bauern nahmen sie auf. Zum Dank schenkten ihnen die Mönche eine Wiese, die 1841 Mönchswiese hieß.
Drei Kilometer südwestlich von Reddigau dicht an der Grenze nach Niedersachsen und zur Gemarkung Waddekath liegen die Holzwiesen, auch Erdgasgebiet genannt. Alfred Pohlmann zufolge soll dort der Sage nach der alte Wallring namens Dammborg zu finden sein, worauf in früheren Zeiten ein altes Schloss gestanden haben soll. Hier zeigt sich ein Kobold als Kind im roten Röckchen, das zuweilen auch die Gestalt von Tieren annimmt.